# Segrest del vaixell Playa de Bakio
Entre el 20 i el 26 d'abril de 2008, es va produir el segrest del vaixell Playa de Bakio, un incident, sense víctimes mortals, consistent en la retenció, per part de pirates marins, de la tripulació del vaixell espanyol Playa de Bakio, fet que va tenir lloc davant la costa de Somàlia. Aquest segrest va acabar, finalment, amb el pagament d'un rescat d'1,2 milions de dòlars (770.000 euros). La nau va arribar a Espanya el 30 d'aquell mes.

## El vaixell i la tripulació

Infografia del vaixell Playa de Bakio.

El Playa de Bakio, és un vaixell tonyinaire, que al moment del segrest, allotjava una tripulació composta per 26 persones: 13 espanyols (8 d'origen gallec i 5 d'origen basc) i 13 africans. L'embarcació es trobava a la zona pescant tonyina des del 15 d'abril, 5 dies abans del segrest. En principi, l'activitat que duien a terme consistia a carregar les cambres frigorífiques en aigües internacionals durant diversos dies, i quan aquestes estiguessin plenes acostar-se a port per a descarregar les captures i tornar a pescar.

## Antecedents
El precedent més utilitzat per la premsa espanyola per il·lustrar el segrest del Playa de Bakio va ser la captura d'un iot francès, el Li Ponant, només quinze dies abans. Durant aquest incident, més de trenta persones van ser retingudes per un grup de pirates similars als quals després segrestarien l'embarcació espanyola. En aquest cas, l'armador del vaixell va haver de pagar un rescat proper als dos milions de dòlars estatunidencs. La meitat dels pirates van ser detinguts i part dels diners recuperats.
No és difícil trobar més precedents de conflictes entre naus europees i pirates de Somàlia. Existeixen dos factors que fan freqüents aquest tipus de successos: d'una banda, la mala situació política de Somàlia propícia l'aparició d'aquest tipus de grups paramilitars; per un altre, la dificultat de les autoritats europees per desplaçar-se a zones tan allunyades que fa que el temps de reacció sigui elevat.

## Fets

### Segrest
El segrest del tonyinaire basc va ser ràpid. Sempre parlant en termes de la franja horària de Somàlia, a última hora de la tarda del dia 20 d'abril una petita llanxa amb tres o quatre individus a bord es va acostar al navili, que va ser atacat amb llançagranades i posteriorment abordat per la totalitat d'aquest comando, que va reduir a la tripulació i va prendre el control del Playa de Bakio. A més, els pirates van privar als navegants de qualsevol tipus de comunicació exterior, llevant-los els seus telèfons mòbils. Els primers moments van ser confusos, atès que durant diverses hores es va perdre la connexió amb la nau.
Les primeres notícies de primera mà van arribar el 21 d'abril, quan els captors van permetre al patró del vaixell, Amadeo Álvarez, trucar a la seva família. Durant aquesta conversa, que va ser transmesa a la premsa per la filla d'Álvarez, es va narrar com va ser el segrest, es va intentar tranquil·litzar les famílies i es va assegurar que no hi havia ferits. D'altra banda, es van posar de manifest els propòsits dels segrestadors, que van assegurar que la seva intenció era obtenir diners a través del pagament d'un rescat.
D'altra banda, el Govern d'Espanya va començar a organitzar el seguiment del cas. Les primeres decisions que es van prendre va comportar el desplaçament de la fragata Méndez Núñez, la més ràpida de l'Armada Espanyola, que trigaria 48 hores a arribar a Somàlia. I també van enviar un avió de reconeixement "Orion". Segons això, la ministra de Defensa, Carme Chacón, en col·laboració amb el ministre d'Exteriors Miguel Ángel Moratinos i la ministra de Medi ambient, Mitjans Rural i Marins Elena Espinosa, s'haurien posat en contacte amb l'OTAN per recaptar ajuda i informació.

### Arribada a terra

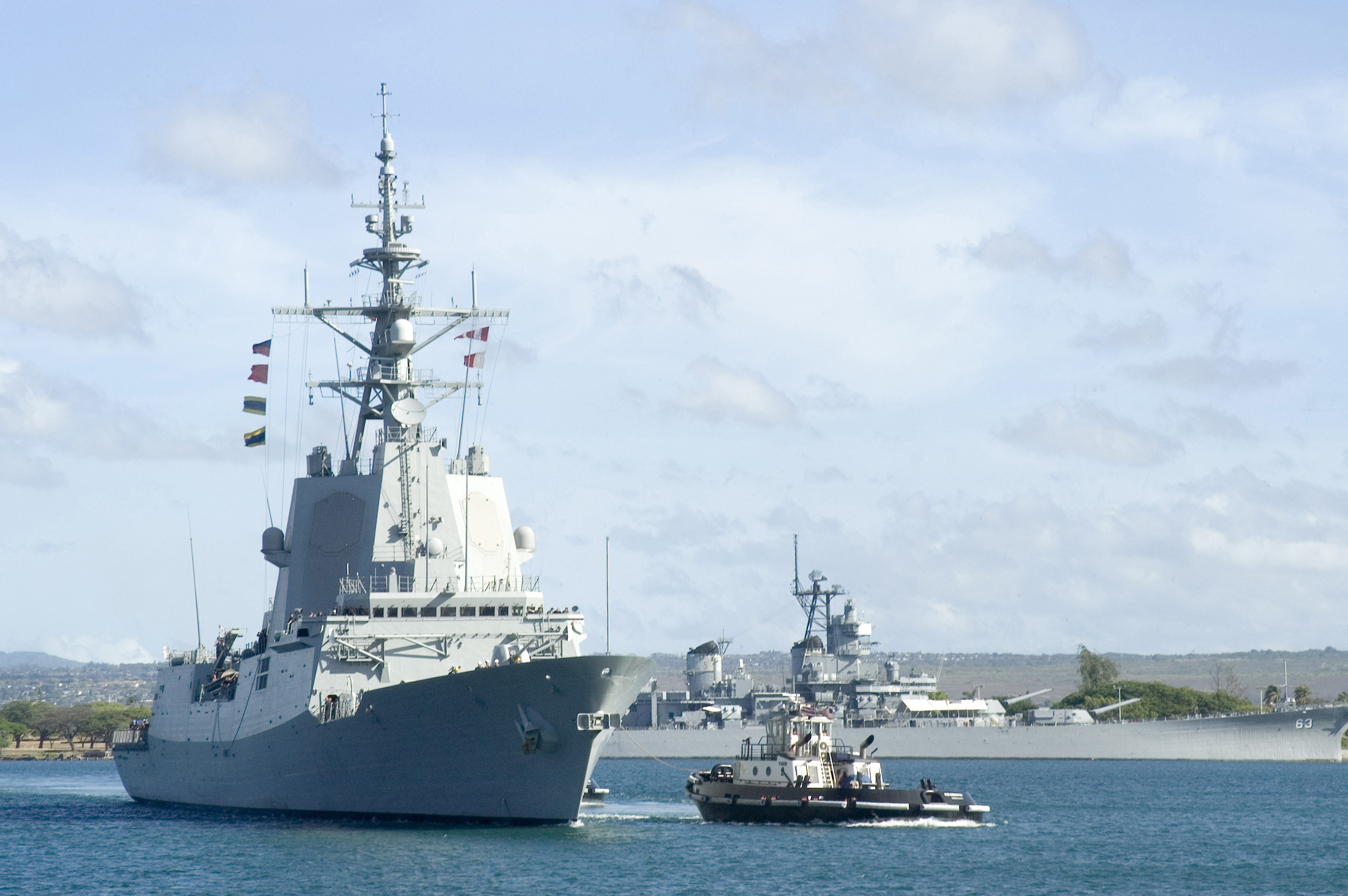
La fragata Méndez Núñez, navegant en les costes de Hawaii el 2007.

L'endemà, el 22 d'abril, els segrestadors van permetre fer una nova trucada, aquesta vegada a un dels tripulants bascos: Mikel Arana. Durant aquesta trucada, el mariner va actualitzar la informació sobre la seva situació, i va indicar que el vaixell havia estat fondejat davant la costa de Somàlia. A més, Arana va assenyalar que nous membres del grup captor del vaixell hi havien accedit, i que la xifra era propera als 10 pirates.
Durant tres dies, el Playa de Bakio va estar ancorat a la costa, rebent queviures i instruccions. Paral·lelament, la fragata Méndez Núñez va arribar a la zona. Des del dia 24 d'abril, ja se la podia veure operant a la zona.
L'estratègia seguida va ser mantenir-se a una certa distància de seguretat, perquè la fragata passés desapercebuda davant dels pirates però pogués seguir qualsevol moviment del vaixell tonyinaire.
No obstant això, la situació dels pirates no va ser tan favorable -per a ells- com esperaven, ja que estant fondejats a la costa es van veure sotmesos a la pressió d'altres grups paramilitars, que amenaçaven amb atacar el vaixell i «robar-los» els ostatges. Això va tenir dues conseqüències immediates: la primera, va millorar la predisposició dels captors per buscar una solució dialogada al segrest; la segona, els va obligar a moure el vaixell.

### Retorn a alta mar
D'aquesta manera, el 25 d'abril el vaixell segrestat va tornar a alta mar. Segons sembla, un grup de combatents islamistes establert a Somàlia havia començat a realitzar operacions de cara a atacar el vaixell i capturar als ostatges. Després de diverses jornades de segrest, l'ànim va començar a decaure entre la tripulació del vaixell basc. Així ho va comunicar el capità de la nau, Amadeo Álvarez, tan sols un dia abans de tornar a alta mar.
Segons les notícies d'aquest moment, l'embarcació va ser enviada a uns 160 quilòmetres de la costa. En tot moment, la fragata Méndez Núñez va seguir relativament a prop els moviments del Playa de Bakio.
La informació «oficial» en aquest punt és escassa, i diversos mitjans de comunicació, ja traslladats a la zona a través d'enviats especials, van contactar amb pescadors locals. Un d'aquests, Abduqadir Ahmed, va indicar que abans de tornar mar endins no només es van aprovisionar de menjar, sinó també de medicines. Això indicava que, malgrat la necessitat d'arribar a una solució, els pirates estaven preparats per romandre llarg temps al Playa de Bakio.

### Alliberament
Després de gairebé una setmana de segrest, el 26 d'abril s'anunciava el rescat de la tripulació del Playa de Bakio. La vicepresidenta del govern, María Teresa Fernández de la Vega, va celebrar una roda de premsa en la qual va assenyalar que la tripulació estava en bon estat, i que ja s'estava treballant per traslladar-la a una zona de major seguretat. Segons aquesta roda de premsa, l'alliberament és fruit d'una àrdua labor diplomàtica duta a terme entre l'armador del vaixell i el Govern d'Espanya.
Encara que María Teresa Fernández de la Vega no va reconèixer a cap moment el pagament d'un rescat, des del primer moment van sorgir informacions que apuntaven al fet que sí havia tingut lloc. Això va ser confirmat, posteriorment, per Andrew Mwangura, director d'una organització que es dedica a trobar bucs perduts a la zona i pel president de l'autoritat portuària de la localitat somali de Haradhere, Abdisalam Khalif Ahmed. La majoria de fonts afirmen que el pagament del rescat va ser d'1,2 milions de dòlars (770.000 euros) pagats per l'armador. Segons el propi Abdisalam Jalif Ahmed, els pirates van abandonar el vaixell després de rebre el pagament del rescat amb una nau de petit calat.
El full de ruta traçat en aquest moment plantejava, escortats per la Méndez Núñez, el retorn a les Illes Seychelles, base de la flota tonyinaire basca en aquest lloc, i d'allí el retorn a Espanya. Encara que van navegar escortats en tot moment per la fragata, el 4 de maig, ja amb la tripulació a Espanya, es va revelar que un grup de pirates diferent al que va dur a terme el segrest va tenir intencions de tornar a capturar-lo quan el Playa de Bakio s'allunyava de Somàlia. Pel que sembla, van ser dissuadits per la presència de la fragata militar espanyola.

## Retorn a Espanya

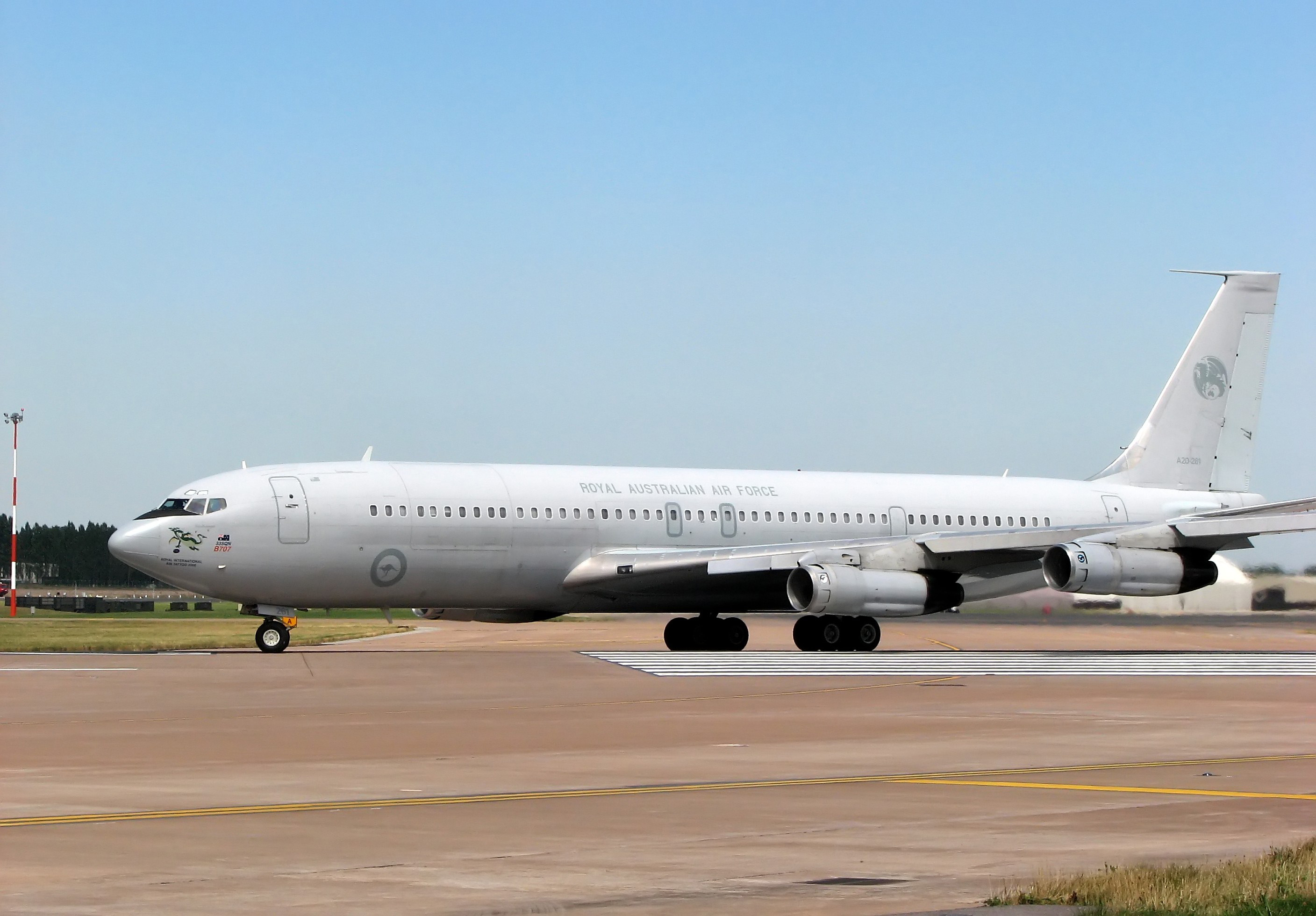
Boeing 707 similar al que va traslladar als mariners als seus municipis d'origen.

D'aquesta manera, el 29 d'abril arribaven a les Illes Seychelles tots els membres de la tripulació espanyola. Un Boeing 707 de les Forces Armades Espanyoles seria l'encarregat de traslladar als 26 mariners a la Base Aèria de Torrejón d'Ardoz. Una vegada allí, la tripulació es va dividir en dos vols, un amb destinació a Galícia i un altre al País Basc.
El dia 30 d'abril arribaven, per fi, els mariners als seus municipis d'origen. Els primers a fer-ho van ser els gallecs, que van ser rebuts pel president de la Xunta de Galícia Emilio Pérez Touriño.
Els cinc tripulants bascos van arribar uns minuts més tard a l'Aeroport de Bilbao. Allí, alguns com el contramestre Ángel Fernández van fer algunes declaracions després de ser rebuts per Paulino Luesma, el delegat del Govern al País Basc. Després de deixar als tripulants espanyols, el Boeing 707 va parar a la ciutat egípcia de Luxor, on es van quedar els 13 tripulants africans.

## Acció diplomàtica
El segrest del Playa de Bakio va ser abordat des del punt de vista diplomàtic en dos fronts. D'una banda, l'ambaixador d'Espanya a Kenya, Nicolás Martín Cinto, es va desplaçar a Somàlia el 22 d'abril per intentar arribar a una solució exempta de violència.
Martín Cinto va ser enviat allí no només per la seva llarga trajectòria com a diplomàtic, sinó pels seus dots com a negociador, ja que havia col·laborat en processos negociadors amb terroristes de tota classe, des de membres d'ETA fins a participants en les revoltes de la crisi de Kenya de 2007. Alguns mitjans de comunicació, com El Imparcial, el van considerar el veritable artífex de l'alliberament.
D'altra banda, el rescat a pagar va ser negociat en un hotel de luxe de Londres. L'elecció del lloc respon al fet que el grup pirata tenia relació amb mercenaris britànics i, aquests, es relacionaven amb les autoritats mitjançant un despatx d'advocats britànic. Va ser allí on es va fixar la quantitat del rescat, el seu mètode de pagament, així com les condicions de l'abandonament del vaixell.

### Resolució de l'ONU
El 2 de juny de 2008, el Consell de Seguretat de Nacions Unides va adoptar una resolució que autoritza, previ consentiment de les autoritats somalis, a navilis estrangers a perseguir vaixells pirata en aigües de Somàlia. La resolució s'empara en el capítol VII de la Carta de les Nacions Unides, en la qual s'apel·la a l'ús de la força per poder complir les decisions del Consell.
Aquesta decisió no està directament implicada amb l'incident del Playa de Bakio, encara que l'ambaixador espanyol en l'ONU, Juan Antonio Yáñez Barnuevo, va formar part d'un grup informal en suport de la presa de mesures que protegeixin als vaixells que pesquen en les costes de Somàlia.